# Bisdom Cabimas
Het bisdom Cabimas (Latijn: Dioecesis Cabimensis) is een rooms-katholiek bisdom met als zetel Cabimas, in Venezuela. Het bisdom is suffragaan aan het aartsbisdom Maracaibo. 

## Geschiedenis
Het bisdom werd opgericht op 23 juli 1965, uit delen van het bisdom Maracaibo, en was suffragaan aan het aartsbisdom Mérida. Op 30 april 1966 wisselde het van kerkprovincie en werd suffragaan aan het nieuw verheven aartsbisdom Maracaibo.

## Parochies
Het bisdom had in 2021 een oppervlakte van 9.345 km2 en telde 1.057.135 inwoners waarvan 87,0% rooms-katholiek was.

## Bisschoppen
- Constantino Maradei Donato (23 juli 1965 - 18 november 1969)
- Marco Tulio Ramírez Roa (31 maart 1970 - 26 oktober 1984)
- Roberto Lückert León (27 april 1985 - 21 juli 1993)
- Freddy Jesús Fuenmayor Suárez (12 maart 1994 - 30 december 2004)
- William Enrique Delgado Silva (26 juli 2005 - 14 september 2018)
- Ángel Francisco Caraballo Fermín (29 januari 2019 - heden; apostolisch administrator sinds 28 september 2017)

## Galerij van afbeeldingen

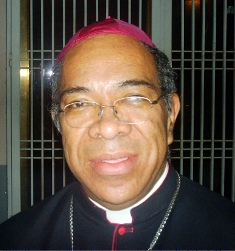
Bisschop William Enrique Delgado Silva (2005-2018)
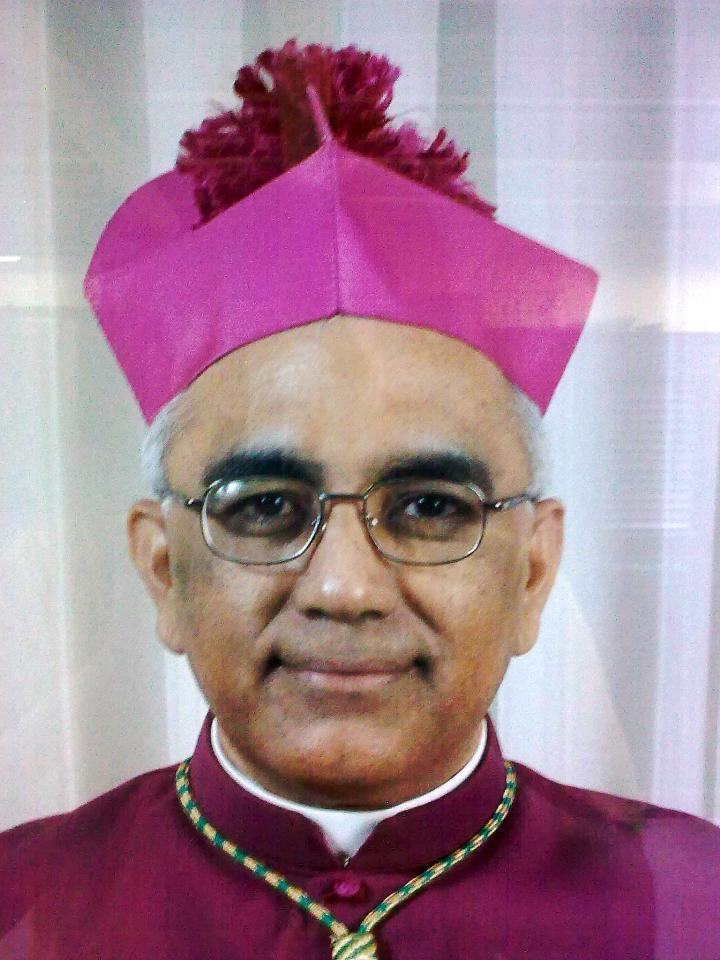
Bisschop Freddy Jesús Fuenmayor Suárez (1994-2004)
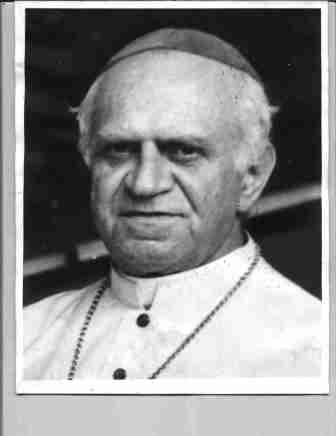
Bisschop Constantino Maradei Donato (1965-1969), de eerste bisschop van Cabimas

Maracaibo (aartsbisdom) · Cabimas · El Vigia-San Carlos del Zulia · Machiques